# Сабрина: Језиве пустоловине
Сабрина: Језиве пустоловине (енгл. Chilling Adventures of Sabrina) је америчка натприродно-хорор стриминг телевизијска серија коју је развио Роберто Агире-Сакаса за стриминг услугу Netflix, базирана на истоименој серији стрипова Archie Horror. Серију продуцира Warner Bros. Television, у асоцијацији са Berlanti Productions и Archie Comics. Агире-Сакаса и Грег Берланти раде као извршни продуценти, заједно са Саром Шехтер, Џоном Голдвотером и Ли Толандом Кригером.
Серија се фокусира на Archie Comics лика Сабрину Спелман, коју глуми Кирнан Шипка и такође глуме Рос Линч, Луси Дејвис, Ченс Пердомо, Мишел Гомез, Џез Синклер, Тати Габријел, Аделајн Рудолф, Лахлан Вотсон, Гевин Ледервуд, Ричард Којл и Миранда Ото. Првобитно је била у развоју током септембра 2017. за ТВ мрежу The CW, серија је била замишљена да буде пратећа серија уз Ривердејл; међутим, у децембру 2017, пројекат је померен за стриминг услугу Netflix, редоследом који се састоји од двадесет епизода. Серија је снимана у Ванкуверу.

## Радња
Спајају се чаролије и неподопштине док напола смртница, а напола вештица Сабрина балансира између два света: живота смртнице и породичног наслеђа, цркве ноћи.

## Улоге
| Глумац         | Улога                             |
| -------------- | --------------------------------- |
| Кирнан Шипка   | Сабрина Спелман                   |
| Рос Линч       | Харви Кинкл                       |
| Луси Дејвис    | Хилдегард Антонет „Хилда” Спелман |
| Миранда Ото    | Зелда Фиона Спелман               |
| Ченс Пердомо   | Амброуз Спелман                   |
| Мишел Гомез    | Мери Вордвел                      |
| Џез Синклер    | Розалинд „Роз” Вокер              |
| Тати Габријел  | Пруденс Блеквуд (рођ. Најт)       |
| Аделајн Рудолф | Агата                             |
| Ричард Којл    | отац Фастус Блеквуд               |
| Лахлан Вотсон  | Теодор „Тео” Путнам               |
| Гевин Ледервуд | Николас „Ник” Скреч               |